# イスラエル王国

イスラエル王国
מַמְלֶכֶת יִשְׂרָאֵל

分裂前のイスラエル王国

イスラエル王国（イスラエルおうこく、ヘブライ語: מַמְלֶכֶת יִשְׂרָאֵל）は、旧約聖書において、紀元前11世紀から紀元前8世紀まで古代イスラエルに存在したとされるユダヤ人の国家。「イスラエル」という国名は、ユダヤ民族の伝説的な始祖ヤコブが神に与えられた名前にちなんでいる。
当初はイスラエル・ユダ連合王国、あるいはヘブライ王国とも呼ばれる統一王国であったが、後にユダ王国 (南王国) が分離したため、分離後の「イスラエル王国」は北イスラエル王国あるいは北王国ともいわれる。イスラエル王国というとき、統一王国と分裂後の北王国の両方を指すため注意を要し、区別のために連合王国・北王国と呼び分けることも少なくない。
史実性としてはほとんど証拠がなく、王政が存在したかどうか、存在したとすればどの程度存在したのかは、現在進行中の学問的論争の問題である。学者たちは、聖書の物語の歴史性を支持する者、それを疑ったり否定したりする者、聖書の物語は誇張されていると主張しながら王国の理論的存在を支持する者に分かれている。

## 歴史

### 統一王国の成立
長らくヘブライ諸部族を統率していた選挙王的指導者である士師に代わって、最初の世襲王としてサウル（ヘブライ語：Šāʾūl, シャウル）が即位した。サウルは12部族の中から選ばれ、王と言ってもまだ集権的ではなく、諸部族長の勢力は依然として強かったとされる。

### ダビデ王の時代
サウルが王国建設途上で挫折した後を継いだダビデ（ヘブライ語：Dāwīḏ, ダヴィド）は、ペリシテ人を撃破するなど軍事遠征を成功させ、近隣王国と友好同盟を結び、イスラエルをその地方の強カな勢力に作り上げた。その結果、ダビデの権力はエジプトや紅海の境界からユーフラテスの川岸にまで広がっていった。つまり、北はダマスカスから南はアカバ湾にいたる地域を確保し、エルサレムを王都に定めてイスラエル王国の礎を築いた。
国内でもダビデは新しい統治を始めた。イスラエルを構成する12部族を1つの王国に統一し、エルサレムと君主政治を民族の支柱においた。聖書の言い伝えでは、ダビデには詩や音楽など、政治以外の多彩な才能も備わっていたとされる。
また、当時の国際情勢としては、前1200年のカタストロフの影響によって当時の大国であったヒッタイトが滅亡、エジプトおよびアッシリア、バビロニアが揃って衰退期を迎えていた。これらの大国に囲まれる位置にあった歴史的シリア (レヴァント) の地域には、大国の同時衰退によって権力の空白地帯が生じたため、大国の干渉を受けることなく多数のアラム人などの小国が誕生した。イスラエル王国もそのような状況下で誕生した新興国の一つである。

### ソロモン王の時代
ソロモン（ヘブライ語：Šəlōmōh, シュロモ）は、父ダビデが築いた国を継承し、その王国をより強大にするためにもっぱら努カした。近隣王国と条約を交わし、政略結婚を重ねて自国を強国に育てあげた。とりわけエジプトに対しては、終始礼を尽くし属国として振る舞い、エジプト王の娘を娶ることで良好な関係を築いた。
ソロモンは外国との交易を広げ、銅の採鉱や金属精錬など大きな事業を進めて国の経済を発展させ、統治システムとしての官僚制度を確立して国内制度の整備を行った。また、大規模な土木工事をもって国内各地の都市も強化している。フェニキアの技術を導入してエルサレムに壮麗な神殿 (エルサレム神殿) を建立したことでも有名である。これはユダヤ人の民族生活、宗教、生活の中心となった。旧約聖書のなかの『箴言』と『雅歌』は、かつてソロモンの手によるものと考えられていた。しかし、晩年はユダヤ教以外の信仰を容認するようになり、これがユダヤ教徒の厳格派から偶像崇拝と批判されることで、ユダヤ教徒と他の宗教信者との宗教的対立を誘発。国家分裂の原因の一つにまでなっている。

### 王国の分裂
ソロモンの長い統治は経済的繁栄と国際的名声をもたらしたが、統一王国という支配体制は一般民衆の不満からほころぶことになった。人々はソロモンの野心的な事業のために重税と賦役をになわされていたのである。またソロモンが自分の出身部族を優待したことも他の部族を憤慨させ、君主政治と部族分離主義者との対立が次第に大きくなった。
紀元前922年ごろにソロモンが死去し、部族間の統制を失った統一イスラエル王国は北王国として知られるイスラエル王国と南王国として知られるユダ王国に分裂した。
イスラエルが分裂した原因は、『列王記』11章では「ソロモンが異教の神をあがめるようになったので主から見限られた」としているが、預言者や聖職者ではない一般民衆はソロモンによる重税や苦役の緩和を聞き入れない後継王レハブアムに怒り見限ったという説明が続く12章にあり、いわば王国に内在していた矛盾がソロモンの死とともに一気に噴出して、南北の2国に分裂することになったのである。

#### （旧約聖書における記述）
以下、旧約聖書「列王記」に描写されるイスラエル王国の歴史を記述する。
預言者アヒヤはソロモン死後の王国の分裂を預言した。後継者争いの中で身の危険を感じてエジプトに逃れていたヤロブアムは、イスラエル王国内の不満分子にかつがれる形でイスラエルへ戻ってきた。
ヤロブアムや各部族の代表たちは、ソロモンの後継者レハブアムに謁見して重税と賦役の軽減を願ったが、にべもなくはねつけられた。これに不満を覚え、諸部族がレハブアムに叛旗をひるがえした。抵抗を受けたレハブアムはエルサレムに逃れ、部族連合にかつがれたヤロブアムはイスラエルの新しい王ヤロブアム1世として、シェケムで王位についた。これが北王国 (イスラエル王国) である。
12部族のうち、10部族がヤロブアムを支持し、レハブアムのもとに残ったのはユダ族とベニヤミン族だけであった。レハブアムから南王国 (ユダ王国) が始まる。2つの王国は60年にわたって争い、ヨシャファトがアハブの娘アタリヤと結婚したことで同盟が成立したが、アハブ王家はイエフのクーデターにより断絶し、イエフがイスラエルの王となった。

### 分裂後

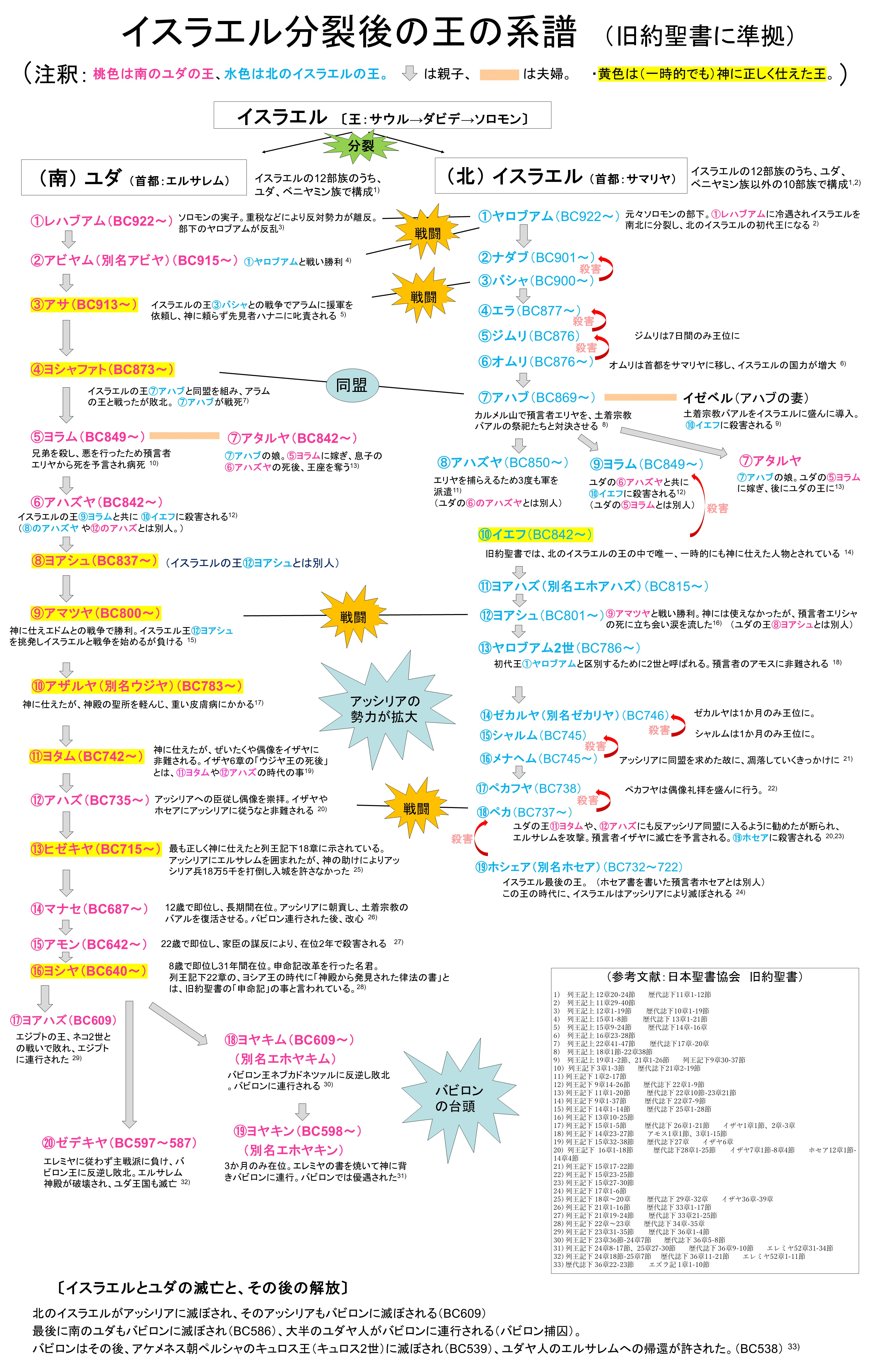
ソロモン王死後に分裂したイスラエルの南北王の系譜

分裂直後レハブアムは一度は反乱を鎮圧させようと、ユダとベニヤミンから兵士を招集しようとしたが、今度は神の人とされるシマヤの進言を聞き入れ北部への遠征を中止した。『歴代誌』下11章ではこの直後にユダ内部で都市の防衛を整える記述があるが、名前をあげられている都市を見るといずれもエルサレムより南の物ばかりで北側の都市の防衛増強の説明がないことから対北イスラエル用ではなく他の地域の勢力向けで、レハブアムは当初イスラエルが別勢力になったことを認めたと刺激したくなかったのだろうとギホンやヘルツォーグといった学者は推測している。
統一イスラエル王国の最大版図は、地中海沿岸のフェニキア人都市国家群を除けば34000平方kmほどで、うち24000平方kmほどがイスラエルの10部族に引き継がれた。最初の首都はシケムであったが、後にティルツァをへてサマリアに落ち着いた。サマリアは、北王国がアッシリアの軍靴に踏み潰されるまで首都でありつづけた。
人口の点でも耕地面積においてもイスラエル王国はユダ王国をしのいでおり、経済的にも優位に立っていたが、多くの部族を抱えたイスラエル王国は、反ユダ王国感情によってまとまっているにすぎず、きわめて不安定でクーデターが頻発し、王朝はたびたび交代した。オムリ王朝の時はイスラエルとユダは同盟を組み、王族同士の婚姻関係もあったが、他の時期は基本的に対立していた。
また、分裂直後からアッシリアの猛威に晒され続けた。ヤロブアム2世時代にもっとも繁栄したが、その後は凋落した。預言者アモスはモラルの低下を鋭く弾劾したが、凋落に歯止めがかかることは無かった。

### 滅亡
末期には王が相次いで家臣に殺害され、殺害した家臣が王位に就くという下克上的な政情不安が相次ぎ、アッシリアの侵攻は激しさを増していく。サマリアはアッシリア王シャルマネセル5世の包囲に耐えていたが、シャルマネセル5世の死後王位に就いたサルゴン2世の猛攻によって紀元前722年に陥落し、19代の王の下に253年にわたって存続した北王国は終焉を迎えた。10支族の民のうち指導者層は連れ去られ、あるいは中東全域に離散した。歴史の中に消えた彼らはイスラエルの失われた10支族とも呼ばれるが、10支族の全員が連れ去られたわけではなかった。
北王国滅亡後、アッシリアの植民政策により、サマリア地方に多くの非ユダヤ人が植民した。サマリアには10支族の民のうち虜囚にされなかった人々が多く残っていたが、彼らは指導者層の喪失や、サマリアに来た異民族との通婚によって10支族としてのアイデンティティを喪失した。サマリアは正統派のユダヤ人から異民族との混血の地として軽侮されることになる。

## 歴代の王
年号はウィリアム・オルブライトによる。年号はすべて紀元前である。分裂後、北王国の王はイエフを除くと暴君か暗君しか王位に就いていないと旧約聖書は述べているが、史実の事績とはかなり異なっている王も少なくない。
- シャウル朝
  - 1021年 - 1000年　サウル - イスラエルの最初の王。
  - 1000年　イシュ・ボシェテ - サウルの子、暗殺される。(サムエル記下　4:7)
- ダヴィド朝
  - 1000年 - 962年　ダビデ
  - 962年 - 922年　ソロモン - ダビデがバト・シェバとの間にもうけた子。
  - 922年　レハブアム - イスラエル王国から分離したユダ王国の最初の王になる。
- ヤロブアム朝
  - 922年 - 901年　ヤロブアム1世 - 北イスラエル王国最初の王。
  - 901年 - 900年　ナダブ - 暗殺される。(列王記上　15:28)
- バシャ朝
  - 900年 - 877年　バシャ
  - 877年 - 876年　エラ - 家臣ジムリの手で暗殺される。(列王記上　15:28)
- 876年　ジムリ - 主君エラを討ち、7日間王位にあったが、進撃してきた武将オムリの前に死ぬ。
- オムリ朝
  - 876年 - 869年　オムリ
  - 869年 - 850年　アハブ - 妻はイゼベル。旧約聖書では北王国随一の暴君とされる。
  - 850年 - 849年　アハズヤ
  - 849年 - 842年　ヨラム
- イエフ朝
  - 842年 - 815年　イエフ - 旧約聖書では北王国唯一の名君とされる。
  - 815年 - 801年　ヨアハズ
  - 801年 - 786年　ヨアシュ
  - 786年 - 746年　ヤロブアム2世 - イスラエル王国の絶頂期。
  - 746年　ゼカリヤ - 家臣シャルムの手で殺害される。 (列王記下　15:10)
- 745年　シャルム - ゼカルヤを殺害して王位につく。
- メナヘム朝
  - 745年 - 738年　メナヘム - アッシリア王ティグラト・ピレセル3世に臣服する。
  - 738年 - 737年　ペカフヤ - 侍従ペカの手で殺害される。(列王記下　15:25)
- 737年 - 732年　ペカ - 家臣だったホシェアに暗殺される。 (列王記下　15:30)
- 732年 - 722年　ホセア - イスラエル王国最後の王。侵攻したアッシリア軍に一度は従順を誓うも、密かにエジプトと結ぼうとしたためアッシリアによって牢に入れられた。(列王記下　17:4)